# NGC 3981
NGC 3981 је спирална галаксија у сазвежђу Пехар која се налази на NGC листи објеката дубоког неба.
Деклинација објекта је - 19° 53' 50" а ректасцензија 11h 56m 7,0s. Привидна величина (магнитуда) објекта NGC 3981 износи 11,0 а фотографска магнитуда 11,8. Налази се на удаљености од 25,600 милиона парсека од Сунца. NGC 3981 је још познат и под ознакама ESO 572-20, MCG -3-31-1, UGCA 255, ARP 289, VV 8, IRAS 11535-1937, PGC 37496.